# Leesburg (Virgínia)
Leesburg és una població dels Estats Units a l'estat de Virgínia. Segons el cens del 2006 tenia 39.000 habitants.

## Demografia
Segons el cens del 2000, Leesburg tenia 28.311 habitants, 10.325 habitatges, i 7.258 famílies. La densitat de població era de 942,3 habitants per km².
Dels 10.325 habitatges en un 41,2% hi vivien nens de menys de 18 anys, en un 57,3% hi vivien parelles casades, en un 9,7% dones solteres, i en un 29,7% no eren unitats familiars. En el 22,9% dels habitatges hi vivien persones soles el 4,5% de les quals corresponia a persones de 65 anys o més que vivien soles. El nombre mitjà de persones vivint en cada habitatge era de 2,69 i el nombre mitjà de persones que vivien en cada família era de 3,2.
Per edats la població es repartia de la següent manera: un 29,4% tenia menys de 18 anys, un 6,4% entre 18 i 24, un 38,9% entre 25 i 44, un 19,2% de 45 a 60 i un 6,1% 65 anys o més.
L'edat mediana era de 33 anys. Per cada 100 dones de 18 o més anys hi havia 92,9 homes.
Entorn del 2,4% de les famílies i el 3,6% de la població estaven per davall del llindar de pobresa.

## Poblacions més properes
El següent diagrama mostra les poblacions més properes.